# Dead Again (canción)
«Dead Again» es el tercer sencillo por Buckcherry, de su álbum debut Buckcherry. Aunque falló en estar en Billboard Hot 100, llegó al número 38 en Mainstream Rock Tracks.

## Lista de canciones
| N.º | Título                            | Escritor(es) | Duración |  |
| 1.  | «Dead Again»                      | Josh Todd    | 3:25     |  |
| 2.  | «Lit Up (Live at Woodstock 1999)» | Josh Todd    | 4:40     |  |
| 3.  | «Late Nights and Voodoo»          | Josh Todd    | 4:46     |  |